# گنجگان (سمیرم)
گنجگان، روستایی از توابع بخش دناکوه شهرستان سمیرم در استان اصفهان ایران است.

## جمعیت
این روستا در دهستان برآفتاب قرار دارد و بر اساس سرشماری مرکز آمار ایران در سال ۱۳۸۵، جمعیت آن ۳۵۸ نفر (۷۶ خانوار) بوده‌است.